# Sibilla Pavenstedt

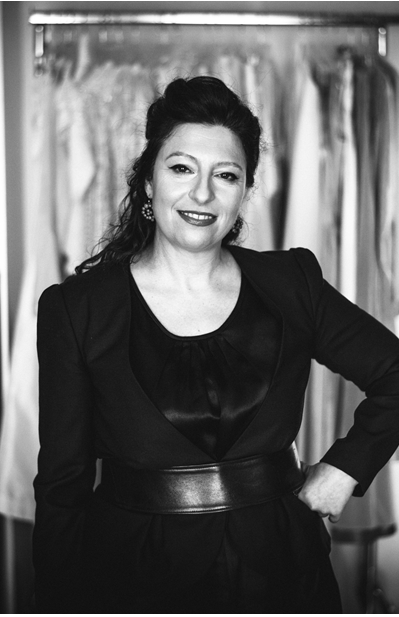
Sibilla Pavenstedt

Sibilla Pavenstedt (* 16. August 1965 in Bremen) ist eine deutsch-italienische Modedesignerin, Künstlerin und Unternehmerin. Sie ist Gründerin des Modelabels Sibilla Pavenstedt, des Integrationsprojekts und sozialen Unternehmens Made auf Veddel sowie Initiatorin des Sozialen Kunstwerkes Weltschal. Ihre Werke gehören zur Sammlung des Hamburger Museums für Kunst und Gewerbe. 2022 wurde ihr das Bundesverdienstkreuz am Bande verliehen.

## Biographie
Sibilla Pavenstedt wurde als Tochter von Silvia Pavenstedt und Johann Th. Pavenstedt in Bremen geboren. Nach ihrem Abitur Mitte der 80er Jahre nahm sie ihr Modedesign-Studium an der Hochschule für Künste in Bremen auf. In den Jahren 1987 und 1988 folgte eine Ausbildung zur Schnitt-Directrice in Hamburg. Im Anschluss daran setzte sie 1988 ihr Studium am renommierten Studio Berçot in Paris mit Abschluss im Jahr 1990 fort.
1991 gründete sie dann ihr erstes Unternehmen unter dem internationalen Modelabel Sibilla Pavenstedt mit Ateliers und Showrooms in Hamburg, Paris, New York, Mailand und Bremen. Weitere Wirkungsstätten Pavenstedts waren unter anderem Tokio (2009), Los Angeles (2011) und München.
Im Jahr 2008 fasste sie dann den Entschluss, sich in Hamburg niederzulassen und gründete als Social Entrepreneurin das gemeinnützige Unternehmen und soziale Integrationsprojekt Made auf Veddel. Seitdem prägt ihr Engagement für gesellschaftliche Belange ihren Werdegang entscheidend mit. Im Jahr 2015 hat sie sodann ein weiteres Projekt initiiert, den Weltschal. Durch dieses Projekt wurde ein soziales Kunstwerk als Zeichen für die offene Gesellschaft geschaffen.
Ihre Vision liegt darin, ein Gesamtkunstwerk zu schaffen, das Kunst und Handwerk mit sozialem Engagement verbindet und das auf hohem Niveau in Anspruch und Qualität. Sie will Welten, die eigentlich nicht zusammenpassen, vereinen, sodass etwas Schönes entsteht.
Sibilla Pavenstedt lebt und arbeitet in Hamburg und Bremen.
Am 30. September 2022 wurde Sibilla Pavenstedt das Bundesverdienstkreuz am Bande vom Bundespräsidenten Frank-Walter Steinmeier verliehen. Unter dem Motto „Brücken bauen“ wurde sie für ihren herausragenden Beitrag zur Lösung globaler Herausforderungen und zum Zusammenhalt in der Bundesrepublik ausgezeichnet.

## Modelabel

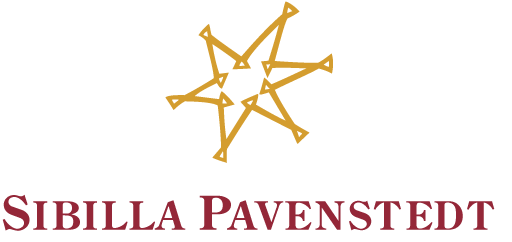
Logo

Nach ihrem Studium wurde sie 1990 in München mit dem „Mode-Oscar“ ausgezeichnet und gründete 1991 unter ihrem eigenen Namen ein Modelabel. Das Atelier befand sich zunächst in Bremen, bis Pavenstedt 1993 nach Hamburg zog. Internationale Showrooms des Labels gab es in Paris (1991–2004) und New York City (1997–2000). Sibilla Pavenstedt brachte lange zwei Kollektionen im Jahr heraus. Das Atelier befindet sich heute im Stadtteil St. Georg.
Ihre Kreationen sollen die von Pavenstedts Entwürfen umschmeichelte Einzigartigkeit jeder Frau in den Vordergrund stellen. Sie verleiht mit ihrem Design der modernen Frau mit all ihren Wünschen und Widersprüchen den passenden Ausdruck. Als Inspirationsquelle ist die weibliche Psyche.
Über die Jahre entwarf Pavenstedt Mode für einen nationalen und internationalen Kundinnenkreis. Dazu gehören unter anderem Nicole Kidman, Helena Bonham Carter, Jane Birkin, Laetitia Casta, Debbie Harry, Michelle Pfeiffer, Winona Ryder, Hannelore Elsner, Heike Makatsch, Franka Potente, Veronica Ferres, Maria Schrader, Sibel Kekilli und Nina Hoss. Die aktuellen Kollektionen werden getragen von Anke Engelke, Barbara Auer, Susan Atwell, Annett Renneberg und Katja Weitzenböck.

## Social Entrepreneurship
Im Jahr 2008 brachte Sibilla Pavenstedt das integrative Projekt und soziale Unternehmen Made auf Veddel auf den Weg, das internationale Mode und die Integration ausländischer Frauen elegant miteinander kombiniert.
Pavenstedts Arbeit an den verschiedensten Orten dieser Welt, in den internationalen Modemetropolen und das Aufeinandertreffen mit Menschen verschiedenster Herkunft prägt ihr Wirken. Nach ihrer Rückkehr nach Hamburg erhielt sie regelmäßig Anfragen zur Mitarbeit in ihrem Atelier durch immigrierte Mitbürgerinnen und dadurch Kenntnis von deren Fähigkeiten. Die Mitarbeiterinnen des Ateliers verständigten sich zunächst über ihr Handwerk und wurden im nächsten Schritt von Pavenstedt durch Deutschkurse gefördert. So wurde die Idee der Übertragung dieser Praxis auf ein Integrationsprojekt geboren und ein Atelier auf der Hamburger Veddel eröffnet. Dieses Atelier leiten die dortigen Mitarbeiterinnen seitdem in Eigenverantwortung. Das Prinzip: In den Herkunftsländern der Frauen hat Handarbeit eine lange Tradition. Dieses große Talent wird bei Made auf Veddel gefördert durch professionelle Ausbildung und moderne Maschinen bei der Herstellung hochwertiger Accessoires, Kleidungsstücke und Kollektionen. Ihre Arbeiten können die Mitarbeiterinnen im Atelier oder zu Hause erstellen. Die Frauen erhalten eine längerfristige Arbeitsgarantie und können ein Einkommen erzielen. Sprachkurse sind in der Förderung durch Made auf Veddel enthalten. Zu den Meilensteinen von Made auf Veddel gehört unter anderem die Erfindung der umhäkelten Weihnachtskugeln und Ostereier und die erste große Modenschau im Unternehmen Aurubis (Hamburg) mit einer Eröffnungsrede des damaligen ersten Bürgermeisters Hamburgs, Olaf Scholz. Im Jahr 2018 feierte das Projekt sein 10-jähriges Jubiläum. In der Corona-Krise konnte das Projekt durch die Anfertigung von Mundschutz Masken den Mitmenschen helfen.

## Soziales Kunstwerk
Der Weltschal ist ein soziales Kunstwerk, das im Jahr 2015 von Sibilla Pavenstedt initiiert wurde. Im Zuge des Aufkeimens des neuen Nationalismus in Deutschland und auf internationaler Ebene setzt er ein Zeichen für Weltoffenheit, Vielfalt, Demokratie und Zusammenhalt. Das Projekt Weltschal hat konkrete Integration zum Ziel. Alle Länderfahnen, die von Freiwilligen aus der ganzen Welt, Künstler und geflüchtete Menschen gestrickt und gehäkelt wurden, sind in ihm verwoben. Seine Premiere feierte der Weltschal 2015 auf dem Hamburger Rathausmarkt. Seitdem ist er auf der ganzen Welt unterwegs mit dem Ziel gelebte Weltoffenheit zu demonstrieren. Stationen seiner Reise waren unter anderem die Domplatte in Köln, St. Petersburg, eine Inszenierung an der Bremer Kunsthalle und sein zweiter Geburtstag im Hamburger Rathaus. Vom 26. August bis zum 30. Oktober 2022 war das „Weltschal Kunstprojekt 2022“ zu Gast in Venedig. Die Installation des „Weltschals für den Frieden“ konnte in dieser Zeit im Tempio Votivo della Pace auf dem Lido besucht werden.

## Solidarprojekt
Im Jahr 2020 erweiterte Sibilla Pavenstedt ihrem Wirkungskreis um ein weiteres Projekt. Mit CareForEurope soll ein Zeichen für Solidarität und Zusammenhalt in Europa gesetzt werden. Als Mit-Initiatorin des Projekts setzt sie sich dabei dafür ein, dass es nicht zu einer Re-Nationalisierung der einzelnen Staaten Europas kommt. Durch ihren Entwurf einer Mund-Nase-Maske im Europadesign und deren Verkauf werden während der COVID-19-Pandemie Spendengelder generiert, um Hilfsprojekte in Europa zu unterstützen. Mit dem Tragen der Maske soll die Trägerin und der Träger in Zeichen für Solidarität setzen.

## Lehrtätigkeit
Von 1999 bis 2004 war Sibilla Pavenstedt Gastprofessorin an der Hochschule für Angewandte Wissenschaften Hamburg im Fachbereich Modedesign.
Im Jahr 2005 war sie Gastprofessorin der 18. Internationalen Summer Academy for Art and Design, Hamburg.

## Auszeichnungen
- 1990: Mode-Oscar der Avantgarde München[6]
- 1993: Philip-Morris-Förderpreis für Mode[6]
- 2005: Auszeichnung durch den Hamburger Senat mit dem Karl-Schneider-Preis für Gestaltung[6]
- 2013: Auszeichnung durch die Bezirksverwaltung Mitte mit dem „Bürgerpreis für herausragendes Engagement in der Integrationsarbeit“[20]
- 2014: Hamburgerin des Jahres[21]
- 2022: Verdienstkreuz am Bande der Bundesrepublik Deutschland[4]

## Modeschauen und Modemessen
- 1992 Münchener Modewoche: multimediale Modeinszenierung[6]
- 1993 CPD Düsseldorf[6]
- 1993 Atmosphère Paris[6]
- 1994 New York Collection[6]
- 1996 Tranoï Paris[6]
- 1997 CPD Düsseldorf: Europe´s Designer Revolution[6]
- 2000 MK&G Hamburg: Eröffnung des Schürmann Baus[6]
- 2002 MS Europa: Kooperation mit GALA Magazin[6]
- 2009 Modeschauen in Tokio[22]
- 2011 Oscar Verleihung Los Angeles: Kooperation mit Montblanc Int.[8]
- 2012 Aurubis Hamburg: Inszenierung auf dem Werksgelände[23]
- 2013 Energiebunker Hamburg-Wilhelmsburg[24]
- 2013 DIE BANK Hamburg: Salon d´Or[25]
- 2014, 2015, 2016 DIE BANK Hamburg: Salon Suisse[25]
- 2018 Tortue Hamburg: 10-jähriges Bestehen von Made auf Veddel[26]

## Ausstellungen und künstlerische Tätigkeit

### Ausstellungen (Auszug)
- 1995 Das Museum für Kunst und Gewerbe Hamburg erwirbt zwei Kleider für die Sammlung[6]
- 1999 Teilnahme mit zwei Exponaten an der Ausstellung „Einigkeit und Recht und Freiheit“ im Deutschen Historischen Museum Martin Gropius Bau, Berlin[6]
- 2000 Exponate in der Ausstellung „designMensch“ im Museum für Kunst und Gewerbe Hamburg[6]
- 2000 Exponat bei der Ausstellung „Im Gewand der Zeit“ im Bremer Landesmuseum für Kunst- und Kulturgeschichte[6]
- 2014 Exponate werden im Museum für Kunst und Gewerbe Hamburg bei der Ausstellung „Inside Out, Einblicke in die Mode“ ausgestellt

### Weitere künstlerische Arbeiten
- 1992 Ausstattung der Eröffnungsveranstaltung des Erotic Art Museums Hamburg[6]
- 2004 Entwürfe der Bühnenkostüme im Stil der 20er Jahre für das Theaterstück „Tamara“, aufgeführt im Hamburger Theater im Zimmer[6]
- 2007 Kunst-Mode-Performance und Ausstellung in den Hamburger Deichtorhallen[27]